# Jens Mouris
Jens Mouris (* 12. März 1980 in Ouder-Amstel) ist ein ehemaliger niederländischer Radrennfahrer, der auf der Straße und auf der Bahn aktiv war.

## Karriere
Jens Mouris konzentrierte sich zu Beginn seiner Karriere hauptsächlich auf den Bahnradsport. Bereits 2000 war er Mitglied des niederländischen Teams in der Mannschaftsverfolgung bei den Olympischen Spielen in Sydney, das den siebten Platz belegte. Nachdem er 2004 niederländischer Meister in der Einerverfolgung wurde, nahm er an den Olympischen Spielen in Athen teil und belegte in der Mannschaftsverfolgung den fünften Platz. Bei den Bahn-Radweltmeisterschaften 2005 in Los Angeles gewann er zusammen mit Peter Schep, Niki Terpstra und Levi Heimans hinter der Auswahl von Großbritannien die Silbermedaille in der Mannschaftsverfolgung. Ein Jahr später sicherte er sich bei den Weltmeisterschaften in Bordeaux wieder den zweiten Platz in der Einerverfolgung hinter Titelverteidiger Robert Bartko. Zweimal wurde er Europameister: 2006 im Omnium und 2007 im Madison mit Peter Schep. 2008 wurde er bei seiner dritten Teilnahme bei den Olympischen Spielen in Peking in der Einerverfolgung, in der Mannschaftsverfolgung und gemeinsam mit Peter Schep im Madison eingesetzt und belegte den 13., 5. und 8. Platz. 2013 gewann Mouris zusammen mit Wim Stroetinga die niederländische Meisterschaft im Madison.
Auf der Straße gewann Mouris 2004 das Eintagesrennen Ronde van Overijssel und 2008 den Prolog der Delta Tour Zeeland. Nach einigen Engagements bei UCI Continental Teams wechselte er 2009 zum UCI Professional Continental Team und späteren UCI ProTeam Vacansoleil, 2012 zum UCI WorldTeam Orica GreenEdge. Mit dieser Mannschaft gewann er bei den UCI-Straßen-Weltmeisterschaften im 2012 Bronze und 2013 sowie 2014 jeweils Silber im Mannschaftszeitfahren. In den vier Jahren bei Orica GreenEdge blieb er jedoch ohne eigene zählbare Ergebnisse.
2016 und 2017 fuhr Mouris nochmals für zwei UCI ProTeams. Im Juni 2017 beendete Mouris im Alter von 37 Jahren seine Karriere als Radrennfahrer.

## Erfolge

### Straße
2004
- Ronde van Overijssel

2008
- Prolog Delta Tour Zeeland

2010
- Ronde van het Groene Hart

2012
- Mannschaftszeitfahren Tirreno–Adriatico
- Mannschaftszeitfahren Eneco Tour
- Weltmeisterschaft – Mannschaftszeitfahren

2013
- Weltmeisterschaft – Mannschaftszeitfahren

2014
- Weltmeisterschaft – Mannschaftszeitfahren

### Bahn
2004
- Niederländischer Meister – Einerverfolgung

2005
- Weltmeisterschaft – Mannschaftsverfolgung
- Weltcup Moskau – Einerverfolgung

2006
- Weltmeisterschaft – Einerverfolgung
- Europameisterschaft – Omnium
- Weltcup Moskau – Madison (mit Peter Schep)

2007
- Weltcup Manchester – Madison (mit Peter Schep)
- Europameisterschaft – Madison (mit Peter Schep)
- Europameisterschaft – Endurance Omnium
- Weltcup Sidney – Madison (mit Peter Schep)

2013
- Niederländischer Meister – Madison (mit Wim Stroetinga)

## Grand Tour-Platzierungen
| Grand Tour            | 2009 | 2010 | 2011 | 2012 | 2013 |
| --------------------- | ---- | ---- | ---- | ---- | ---- |
| Giro d’ItaliaGiro     | –    | –    | –    | –    | 160  |
| Tour de FranceTour    | –    | –    | –    | –    | –    |
| Vuelta a EspañaVuelta | 138  | –    | –    | –    | –    |